# Vicariato apostolico di San Jorge
Il vicariato apostolico di San Jorge (in latino: Vicariatus apostolicus Sancti Georgii) è una sede soppressa della Chiesa cattolica in Colombia.

## Territorio
Il vicariato apostolico comprendeva una vasta regione corrispondente in parte agli odierni dipartimenti colombiani di Córdoba, Sucre e Bolívar. Al momento della sua soppressione nel 1969, comprendeva i comuni di Montelíbano, Ayapel, Achí, Barranco de Loba, Morales, San Martín de Loba, Simití, San Pablo, Caimito, Majagual, San Benito Abad, San Marcos, Sucre, Tolúviejo.
Sede vicariale era la città di San Benito Abad, dove fungeva da cattedrale la basilica minore del Signore dei Miracoli (Basílica del Señor de los Milagros)
Nel 1966 il vicariato apostolico contava 280.000 fedeli su 295.000 abitanti, comprendeva 27 parrocchie, e un totale di 46 preti, di cui 11 secolari e 35 religiosi.

## Storia
La prefettura apostolica di Sinú fu eretta il 12 giugno 1924 con la bolla Christi Domini di papa Pio XI, ricavandone il territorio dall'arcidiocesi di Cartagena. La prefettura fu affidata alle cure dei missionari dell'Istituto spagnolo di San Francesco Saverio per le missioni estere.
Il 12 gennaio 1931 per effetto del breve Constitutione Apostolica dello stesso papa Pio XI assunse il nome di prefettura apostolica di San Jorge.
Il 10 marzo 1950 la prefettura apostolica fu elevata a vicariato apostolico con la bolla Si evangelicos di papa Pio XII. La sede del vicario fu contesa tra le città di Ayapel e di San Marcos, ma alla fine prevalse San Benito Abad, dove fu eretta a cattedrale la basilica minore del Signore dei Miracoli e dove fu istituito anche il seminario del vicariato apostolico.
Il 20 novembre 1954 cedette una porzione del suo territorio a vantaggio dell'erezione della diocesi di Montería.
Il 25 aprile 1969 con tre distinte bolle di papa Paolo VI, il vicariato apostolico di San Jorge fu de facto soppresso e il suo territorio smembrato in tre nuove circoscrizioni ecclesiastiche:
- con la bolla Ad Ecclesiam Christi fu eretta la diocesi di Sincelejo costituita dai comuni di Caimito, Majagual, San Benito Abad, San Marcos, Sucre, Tolúviejo, e da altri comuni già appartenuti all'arcidiocesi di Cartagena; l'antica cattedrale del vicariato apostolico di San Jorge è ora una basilica minore e parrocchia della diocesi di Sincelejo;
- con la bolla Recta sapiensque fu eretta la diocesi di Magangué costituita dai comuni di Achí, Barranco de Loba, Morales, San Martín de Loba, Simití, San Pablo, e parimenti da altri comuni già appartenuti all'arcidiocesi di Cartagena; l'ultimo vicario apostolico di San Jorge, Eloy Tato Losada, fu nominato vescovo di Magangué;
- infine, con la bolla Ex quo Deo fu istituita la prelatura territoriale dell'Alto Sinú (oggi diocesi di Montelíbano), che comprendeva i comuni di Montelíbano e di Ayapel, e quello di Tierralta sottratto alla diocesi di Montería.

## Cronotassi
- Marcelino Lardizábal Aguirrebengoa, I.E.M.E. † (4 marzo 1925 - 1949 deceduto)
- Francisco Santos Santiago, I.E.M.E. † (12 marzo 1950 - 25 dicembre 1957 deceduto)
- José Lecuona Labandibar, I.E.M.E. † (4 luglio 1958 - 20 ottobre 1959 dimesso)
- Eloy Tato Losada, I.E.M.E. † (3 maggio 1960 - 25 aprile 1969 nominato vescovo di Magangué)

## Statistiche
| anno | popolazione | popolazione | popolazione | presbiteri | presbiteri | presbiteri | presbiteri                | diaconi | religiosi | religiosi | parrocchie |
| anno | battezzati  | totale      | %           | numero     | secolari   | regolari   | battezzati per presbitero | diaconi | uomini    | donne     | parrocchie |
| ---- | ----------- | ----------- | ----------- | ---------- | ---------- | ---------- | ------------------------- | ------- | --------- | --------- | ---------- |
| 1950 | 97.921      | 97.995      | 99,9        | 17         | 17         |            | 5.760                     |         |           | 50        | 9          |
| 1966 | 280.000     | 295.000     | 94,9        | 46         | 11         | 35         | 6.086                     |         |           | 114       | 27         |